# Ampola hepatopancreática
A ampola hepatopancreática, também chamada de ampola de Vater, é formada pela união do ducto pancreático com o ducto colédoco (biliar comum). A ampola está especificamente localizada na papila maior do duodeno. Vários músculos esfíncteres lisos controlam o fluxo de bile e de suco pancreático através da ampola: o esfíncter do ducto pancreático (inconstante), o esfíncter do ducto colédoco e o esfíncter da ampola hepatopancreática (de Oddi). Este último controla a introdução da bile e das secreções pancreáticas no duodeno, assim como previne a entrada do conteúdo do duodeno na ampola.
O termo epônimo "ampola de Vater" é em homenagem a Abraham Vater (1684-1751), um anatomista alemão que foi o primeiro a publicar uma descrição da ampola hepatopancreática, em 1720.